# Ljusnästorp
Ljusnästorp är en mindre ort i Klarälvdalen i Norra Ny socken i Torsby kommun. Orten ligger tre kilometer norr om där E45 och E16 korsar riksväg 62, den senare går rakt igenom Ljusnästorp.
I Ljusnästorp finns företaget Träprodukter i Nordvärmland AB och festplatsen Björkudden. Det finns även en skjutbana. En gång i tiden fanns även en skola där, men den är nu nerlagd. Den forna skiddrottningen Toini Gustafsson Rönnlund gick där när hon var ung. 